# Walking in My Shoes
Walking in My Shoes är en låt av den brittiska gruppen Depeche Mode. Det är gruppens tjugoåttonde singel och den andra från albumet Songs of Faith and Devotion. Singeln släpptes den 26 april 1993 och nådde som bäst 14:e plats på den brittiska singellistan.
Musikvideon till "Walking in My Shoes" regisserades av Anton Corbijn. 

## Utgåvor och låtförteckning
Samtliga låtar är komponerade av Martin Gore. 

### 7", Cassette: Mute / Bong22, CBong22 (UK)
1. "Walking in My Shoes [Seven Inch Mix]" (4:59) (remixed by Mark Stent)
2. "My Joy" (3:57)

- Denna singel utgavs endast som promosingel. "Walking in My Shoes" är den första av Depeche Modes singlar som inte utgavs som kommersiell 7-tummare i Storbritannien.

### 12": Mute / 12Bong22 (UK)
1. "Walking in My Shoes [Grungy Gonads Mix]" (6:24) (remixed by Jonny Dollar with Portishead)
2. "Walking in My Shoes [Seven Inch Mix]" (4:59)
3. "My Joy" (3:57)
4. "My Joy [Slow Slide Mix]" (5:11) (remixed by Steve Lyon and Depeche Mode)

### 12": Mute / L12Bong22 (UK)
1. "Walking in My Shoes [Extended Twelve Inch Mix]" (6:54) (remixed by Mark Stent)
2. "Walking in My Shoes [Random Carpet Mix Edit]" (6:35) (remixed by William Orbit)
3. "Walking in My Shoes [Anandamidic Mix]" (6:11) (remixed by Spirit Feel)
4. "Walking in My Shoes [Ambient Whale Mix]" (4:54) (remixed by Mark Stent)

### CD: Mute / CDBong22 (UK)
1. "Walking in My Shoes [Seven Inch Mix]" (4:59)
2. "Walking in My Shoes [Grungy Gonads Mix]" (6:24) (remixed by Jonny Dollar with Portishead)
3. "My Joy" (3:57)
4. "My Joy [Slow Slide Mix]" (5:11) (remixed by Steve Lyon and Depeche Mode)

### CD: Mute / LCDBong22 (UK)
1. "Walking in My Shoes [Extended Twelve Inch Mix]" (6:54) (remixed by Mark Stent)
2. "Walking in My Shoes [Random Carpet Mix Edit]" (6:35) (remixed by William Orbit)
3. "Walking in My Shoes [Anandamidic Mix]" (6:11) (remixed by Spirit Feel)
4. "Walking in My Shoes [Ambient Whale Mix]" (4:54) (remixed by Mark Stent)

### CD: Mute / CDBong22X (EU)
1. "Walking in My Shoes [Seven Inch Mix]" (4:59)
2. "My Joy" (3:57)
3. "Walking in My Shoes [Grungy Gonads Mix]" (6:24)
4. "My Joy [Slow Slide Mix]" (5:11)
5. "Walking in My Shoes [Extended Twelve Inch Mix]" (6:54)
6. "Walking in My Shoes [Random Carpet Mix Edit]" (6:35)
7. "Walking in My Shoes [Anandamidic Mix]" (6:11)
8. "Walking in My Shoes [Ambient Whale Mix]" (4:54)

### Promo 12": Mute / P12Bong22 (UK)
1. "Walking In My Shoes (Grungy Gonads Mix)" - 6:24
2. "Walking In My Shoes (Seven Inch Mix)" - 5:00
3. "My Joy (Seven Inch Mix)" - 3:58
4. "My Joy (Slow Slide Mix)" - 5:11

### 12": Sire/Reprise / 40852-0 (US)
1. "Walking in My Shoes [Extended Twelve Inch Mix]" (6:54)
2. "Walking in My Shoes [Random Carpet Mix Edit]" (6:35)
3. "Walking in My Shoes [Grungy Gonads Mix]" (6:24)
4. "Walking in My Shoes [Anandamidic Mix]" (6:11)
5. "Walking in My Shoes [Ambient Whale Mix]" (4:54)
6. "My Joy [Slow Slide Mix]" (5:11)

### CD: Sire/Reprise / 40852-2 (US)
1. "Walking in My Shoes [Seven Inch Mix]" (4:59)
2. "Walking in My Shoes [Grungy Gonads Mix]" (6:24)
3. "Walking in My Shoes [Random Carpet Mix Edit]" (6:10)
4. "My Joy [Slow Slide Mix]" (5:11)
5. "Walking in My Shoes [Extended Twelve Inch Mix]" (6:54)
6. "Walking in My Shoes [Anandamidic Mix]" (6:11)
7. "My Joy" (3:57)
8. "Walking in My Shoes [Ambient Whale Mix]" (4:54)